# 仙台市立鹿野小学校
仙台市立鹿野小学校（せんだいしりつ かのしょうがっこう）は、宮城県仙台市太白区にある公立小学校である。

## 概要
大年寺山の麓に鹿野小学校がある。学校は国道286号沿いにあり、郊外型店舗が並んでいる。

## 目標
- 生命を尊重し、心身ともにたくましい子どもを育成する[1]
  - すなおで思いやりのある子
  - 進んで学習しよく考える子　
  - 健康でたくましい子

## 所在地
- 仙台市太白区鹿野2丁目9番1号

## 沿革
- 1958年（昭和33年）9月10日 - 開校
- 1964年（昭和39年） - 体育館完成
- 1979年（昭和54年） - 芦口小学校が分離開校
- 1990年（平成2年） - 長町南小学校が分離開校

## 学区
- 鹿野本町、鹿野1丁目の大部分、鹿野2丁目、砂押町、砂押南町、土手内1丁目の大部分、土手内2丁目の一部、長町8丁目の一部、長嶺の一部、二ツ沢、緑ケ丘1丁目、緑ケ丘3丁目、緑ケ丘2丁目と緑ケ丘4丁目の大部分、門前町の一部[2]

## 卒業後
- 長町中学校に進学する。